# 塩見恒明
塩見 恒明（しおみ つねあき、1902年7月29日 - 1981年10月26日）は、日本新聞連合社の記者。妻の美代子は、小野寺百合子の妹。

## 経歴・人物
1920年、兵庫県立伊丹中学校卒業。1924年、関西学院専門部文学科卒業。同年4月、日本新聞連合社大阪支社に入社。1931年12月、ベルリン支局長として赴任。1933年5月に帰国し外国経済部次席兼翻訳部主任。
著書に「新興ロシアの横顔」がある。

## 日本新聞連合社入社後の略歴
- 1924年 - 日本新聞連合社入社
- 1931年 - ベルリン支局長
- 1933年 - 外国経済部次席兼翻訳部主任
- 1945年10月20日 - 同盟通信社解散を決議
- 1945年11月1日 - 株式会社時事通信社創立。経理部長
- 1946年5月1日 - 速報部長
- 1947年4月15日 - 大阪支社次長兼編集部長
- 1949年4月15日 - 名古屋支社長兼編集部長
- 1958年3月10日 - 人事部長